# 2050
Rok 2050 (MML) gregoriánského kalendáře začne v sobotu 1. ledna a skončí v sobotu 31. prosince.

## Očekávané události

### Neznámé datum
- Podle dohody G8 z července 2008 by se měla produkce emisí skleníkových plynů snížit na polovinu.[1][2]
- V listopadu 2006 varoval Achim Steiner, výkonný ředitel programu OSN pro životní prostředí, že „dojde ke zhroucení mořských ekosystémů, pokud bude tempo rybolovu pokračovat tak, jako dosud.“[3]
- Rok 2050 by mohl podle amerického profesora Gerryho Gilmoura znamenat konec pozemských astronomických observatoří, kvůli velkému znečištění atmosféry kondenzačními pruhy a současným změnám klimatu.[4]
- Podle slibů politiků by velká část rozvinutých států měla být uhlíkově neutrální.
- Populační fond OSN předpokládá, že v roce 2050 bude na světě 9,7 miliardy obyvatel.[5] Americký úřad pro sčítání lidu operuje s číslem 9,4 miliardy.[6] Podle studie Evropské komise dosáhne celosvětová populace 8,9 miliardy obyvatel a v důsledku nižší porodnosti v Evropě a Číně bude klesat.[7] Dva z každých devíti lidí přitom budou starší šedesáti let.[8]
- Podle studie Odboru OSN pro hospodářské a sociální záležitosti (UNDESA) z roku 2010 bude žít až 70 % světové populace ve městech.[9] Ke srovnání, v roce 2014 to bylo 54 %.[10]
- David Levy, badatel zabývající se umělou inteligencí, předpovídá, že v roce 2050 se sex s roboty, kteří budou nerozeznatelní od lidí, stane běžnou záležitostí.[11]
- New York se zavázal, že bude ekologicky neutrální[12].

## Fikce
Zde jsou uvedena některá díla, jejichž děj se odehrává (zcela nebo částečně) v roce 2050.

### Počítačové hry a videohry
- Civilization V: Hra končí po dosažení roku 2050.
- SimCity 3000: Jsou vynalezeny fúzní elektrárny.